# خربة تين نور
خربة تين نور بلدة وناحية تتبع منطقة حمص في محافظة حمص في سوريا في ناحية حديدة التابعة لمنطقة تلكلخ في محافظة حمص في سورية. بلغ عدد سكان الناحية 52,496 نسمة حسب تعداد عام 2004.